# La Vocation
La Vocation est un roman de Louis de Blois dit Avesnes paru initialement en 1914 dans La Revue des deux mondes et en volume la même année aux éditions Plon-Nourrit et Cie. Il reçoit en 1916 de l'Académie française le grand prix du roman, doté cette année-là d'un montant de 5 000 francs.

## Éditions
- La Revue des deux mondes, no 19, 1914.
- Éditions Plon, 1914.